# لوئی ماری دو لا رولیر-لیپو
لوئی ماری دو لا رولیر-لیپو (فرانسوی: Louis Marie de La Révellière-Lépeaux‎; ۲۴ اوت ۱۷۵۳ – ۲۴ مارس ۱۸۲۴) معاون کنوانسیون ملی در انقلاب فرانسه بود. او بعداً به‌عنوان یک رهبر برجسته در دیرکتوار فرانسه خدمت کرده است.